# Avène
Avène település Franciaországban, Hérault megyében. Lakosainak száma 294 fő (2022. január 1.). Avène Mélagues, Tauriac-de-Camarès, Le Bousquet-d’Orb, Camplong, Ceilhes-et-Rocozels, Graissessac, Joncels és Lunas-les-Châteaux községekkel határos.

## Népesség
A település népességének változása:
| Lakosok száma | 457  | 259  | 269  | 289  | 305  | 296  | 287  | 276  | 282  | 294  |
|               | 1968 | 1982 | 1990 | 2006 | 2013 | 2015 | 2017 | 2019 | 2020 | 2022 |